# Stellan Sagvik
Stellan Sagvik, född 1952 i Örebro, är en svensk tonsättare, dirigent och musiker. 
Sagvik studerade musikvetenskap vid Stockholms universitet för bland annat Martin Tegen och Bertil Wikman, samt bedrev kompositionstudier för Gunnar Bucht, Arne Mellnäs, Lars-Gunnar Bodin och Lars-Erik Rosell vid Kungliga Musikhögskolan i Stockholm 1975–1977. Hans produktion består av 190 opusnumrerade kompositioner fram till 1998 (varefter han slutade numrera och komponerade 100 verk till), bland dessa dryga dussinet musikdramatiska verk, tre symfonier, ett drygt tiotal instrumentalkonserter, vokalverk, körmusik, kammarmusik, pianoverk och sex stråkkvartetter.
Sagvik arbetade periodvis som teatermusiker vid Marionetteatern, Stockholms Stadsteater, Uppsala/Gävle Stadsteater, Tältresarna och Teater Totem. 
Han var under 50 år (1973-2023) också verksam som musiker och sångare inom world music-genren i Musikgruppen RAA med flera album utgivna, i rockgruppen Rockhammer,  i folkliga ensemblen Folkbus (med Maria Hulthén-Birkeland och Kaj Magnusson) samt som körsångare i bl.a. Storkyrkans kör, Maria Motettkör, Hägerstens Motettkör, Cantores Mariae och periodvis som inhoppare i olika Stockholmskörer. Sedan 2023 som musiker och sångare mest verksam i Trio Sagvik, med säsongskopplade turnéprogram. 
Sedan 1989 driver han skivbolaget nosag records med utgivning av nutida musik som viktigaste syfte - Många av hans egna verk finns utgivna på nosag-etiketten, bland annat samtliga instrumentala Svenska Concertini, oratoriet Missa Maria Magdalena (i två olika inspelningar), fyra orkesterverk, samtliga stråkkvartetter och en CD/DVD-rom-box med singback (orkesterinspelning utan sångare) till åtta av hans kammaroperor inklusive alla partitur och allt stämmaterial, att användas för instudering och promotion.

## Verk, urval

### Operor
- Anna Månsdotter (om Yngsjömordet)  (singbackversion nosag CDVD9250)
- OI (Sandro Key-Åberg-texter med ett grälande par från "Scenprator") (singbackversion nosag CDVD9250)
- Morminne (monodram) (singbackversion nosag CDVD9250)
- Ödesspegeln (’vuxensaga’) (singbackversion nosag CDVD9250)
- Meneo (fullformatopera, framtidsvision inspirerad av Huxleys DSNV)
- Befrielse (melodram till reciterad text av Ildikó Asztalos)  (talkbackversion nosag CDVD9250)
- Förlorade i molnen (esoteriskt drömspel i kammarformat)  (singbackversion nosag CDVD9250)
- En natt i maj (relationsdialog mellan två män)  (singbackversion nosag CDVD9250)

### Orkesterverk
- Metamora, symfoni nr.3 (nosag CD 011)
- Le voyeur, dans/mim (nosag CD 011)
- Paidsomenest, dans/mimdrama
- Clushoes, öppningsstycke
- Ritualen, dans/mim (nosag CD 011)
- Paidorch, tondikt, svit ur Paidsomenest (nosag CD 011)

### Kammarmusik
- Läppar och tunga (text: Camilla Ringquist) (nosag CDVD9250)
- Amariosa (olika textförfattare)
- ...amandi (olika textförfattare) (nosag CD 008)
- Annaca (text: Anna Cavallin)
- Hunden illa däran (egen text)
- Sex stråkkvartetter  (nosag CD 2246, dubbel-CD med samtliga)
- Solar Plexus för soloflöjt (nosag CD 029)
- Vampire state building (nosag CD 029)
- Många verk för solopiano (nosagCD2200, komplett dubbel-CD-utgåva med noter i pdf-format)

### Kör
- Missa Maria Magdalena för soli, kör, två orglar och blåsorkester (nosag CD 137) (text: ur Bibeln)
- Motetti obligati (text: ur Bibeln)
- Cla-ma-vi för fyra körer (olika textförfattare) (svensk version på nosag CD 009)
- Missa Airone di Pietra/Missa Brevis  (Kyrie och Gloria på PSCD 25)
- Poesia Concreta med text från klotterväggar

### Konserter
- Två flöjtkonserter (nr 1 på nosag CD 029)
- Tio svenska concertini (nosag CD 2028, samtliga)
- Zeugma (pianoconcertino med kammarorkester)

### Verk för yngre publik
- Lilla Vinden inlsknar till, saga med text av Kersti Perski
- Gåsen, saga med text av Kersti Perski
- Eulidyke Alv, liten dansant instrumental trollsaga
- Ennarike, ett inlägg från trollens kamp mot motorvägsbyggare
- Vandringen till Sköldpaddsberget  (barn/familjeopera, libretto: Ulla-Carin Nyquist)